# Maxomys hellwaldii
Maxomys hellwaldii — вид пацюків (Rattini), ендемік Сулавесі Індонезія.

## Морфологічна характеристика
Довжина голови й тулуба від 192 до 200 мм, довжина хвоста від 165 до 200 мм, довжина лап від 40 до 47 мм, довжина вух від 23 до 26 мм. Волосяний покрив короткий, м'який, щільний і без колючок. Верхні частини коричневі, вздовж спини темніші, а черевні частини білі. Вуса довгі, коричневі чи білі, з білим кінчиком. Вуха подовжені, округлі, без шерсті. Спинні частини ніг світло-жовті. Хвіст коротший за голову і тіло, тонко вкритий волоссям, зверху сірувато-бурий, знизу і в кінцевій третині без пігменту. Каріотип 2n = 34, FN = 61–62.

## Середовище проживання
Мешкає у вічнозелених тропічних лісах на висоті до 1000 метрів над рівнем моря. Він також присутній на порушених ділянках поблизу лісів.

## Спосіб життя
Це наземний вид. Харчується фруктами, членистоногими, равликами та дрібними хребетними